# Доковање
Доковање (енг. docking) је уклањање дела репа животиње. Док се израз доковање користи за ампутацију репа, израз купирање се користи за краћење ушију. Доковање се обавља на један од два начина. Први начин подразумева спречавање дотока крви у реп гуменом навлаком, како би након неколико дана реп отпао. Други подразумева одстрањивање репа хируршким помагалима попут маказа или скалпела. Дужина на коју је реп скраћен зависи од расе пса.

## Историја

### Сврха
Историјски се сматрало да доковање репа спречава беснило, ојачава леђа, повећава брзину животиње и спречава повреде од борби.